# صومعة جامع سيدي الرايس
صومعة جامع سيدي الرايس  هو معلم أثري تونسي مصنف من قبل المعهد الوطني للتراث يقع في ولاية صفاقس في الجنوب الشرقي التونسي، تحديدا في مدينة صفاقس تم تصنيف المعلم في يوم 25 يناير 1925.

## مقالات ذات صلة
- قائمة المعالم الأثرية المصنفة في تونس